# Siruela
Siruela je španělská obec situovaná v provincii Badajoz (autonomní společenství Extremadura).

## Poloha
Obec je vzdálena 129 km od Méridy a 188 km od města Badajoz. Patří do okresu La Siberia a soudního okresu Herrera del Duque. Obcí prochází silnice BA-136.

## Historie
V roce 1834 se obec stává součástí soudního okresu Herrera del Duque. V roce 1842 čítala obec 860 usedlostí a 3240 obyvatel.

## Odkazy

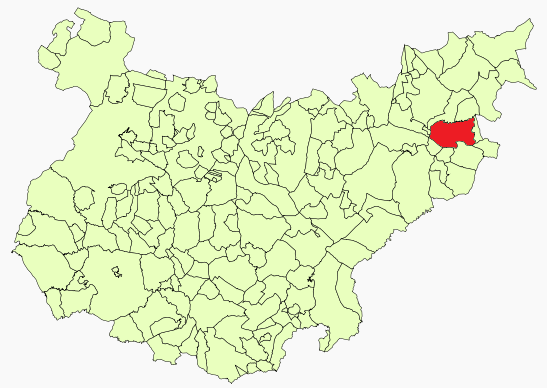
Poloha obce v provincii Badajoz

## Demografie
| Populace obce Siruela z let (1842–2010) | Populace obce Siruela z let (1842–2010) | Populace obce Siruela z let (1842–2010) | Populace obce Siruela z let (1842–2010) | Populace obce Siruela z let (1842–2010) | Populace obce Siruela z let (1842–2010) | Populace obce Siruela z let (1842–2010) | Populace obce Siruela z let (1842–2010) | Populace obce Siruela z let (1842–2010) | Populace obce Siruela z let (1842–2010) | Populace obce Siruela z let (1842–2010) | Populace obce Siruela z let (1842–2010) | Populace obce Siruela z let (1842–2010) | Populace obce Siruela z let (1842–2010) | Populace obce Siruela z let (1842–2010) | Populace obce Siruela z let (1842–2010) | Populace obce Siruela z let (1842–2010) | Populace obce Siruela z let (1842–2010) |
| --------------------------------------- | --------------------------------------- | --------------------------------------- | --------------------------------------- | --------------------------------------- | --------------------------------------- | --------------------------------------- | --------------------------------------- | --------------------------------------- | --------------------------------------- | --------------------------------------- | --------------------------------------- | --------------------------------------- | --------------------------------------- | --------------------------------------- | --------------------------------------- | --------------------------------------- | --------------------------------------- |
| 1842                                    | 1857                                    | 1860                                    | 1877                                    | 1887                                    | 1897                                    | 1900                                    | 1910                                    | 1920                                    | 1930                                    | 1940                                    | 1950                                    | 1960                                    | 1970                                    | 1981                                    | 1991                                    | 2001                                    | 2010                                    |
| 3 240                                   | 4 152                                   | 4 156                                   | 3 626                                   | 3 902                                   | 4 025                                   | 4 016                                   | 4 382                                   | 4 463                                   | 4 928                                   | 5 168                                   | 5 394                                   | 5 132                                   | 3 583                                   | 2 512                                   | 2 407                                   | 2 380                                   | 2 199                                   |